# Mariä-Entschlafens-Kathedrale (Baia Mare)

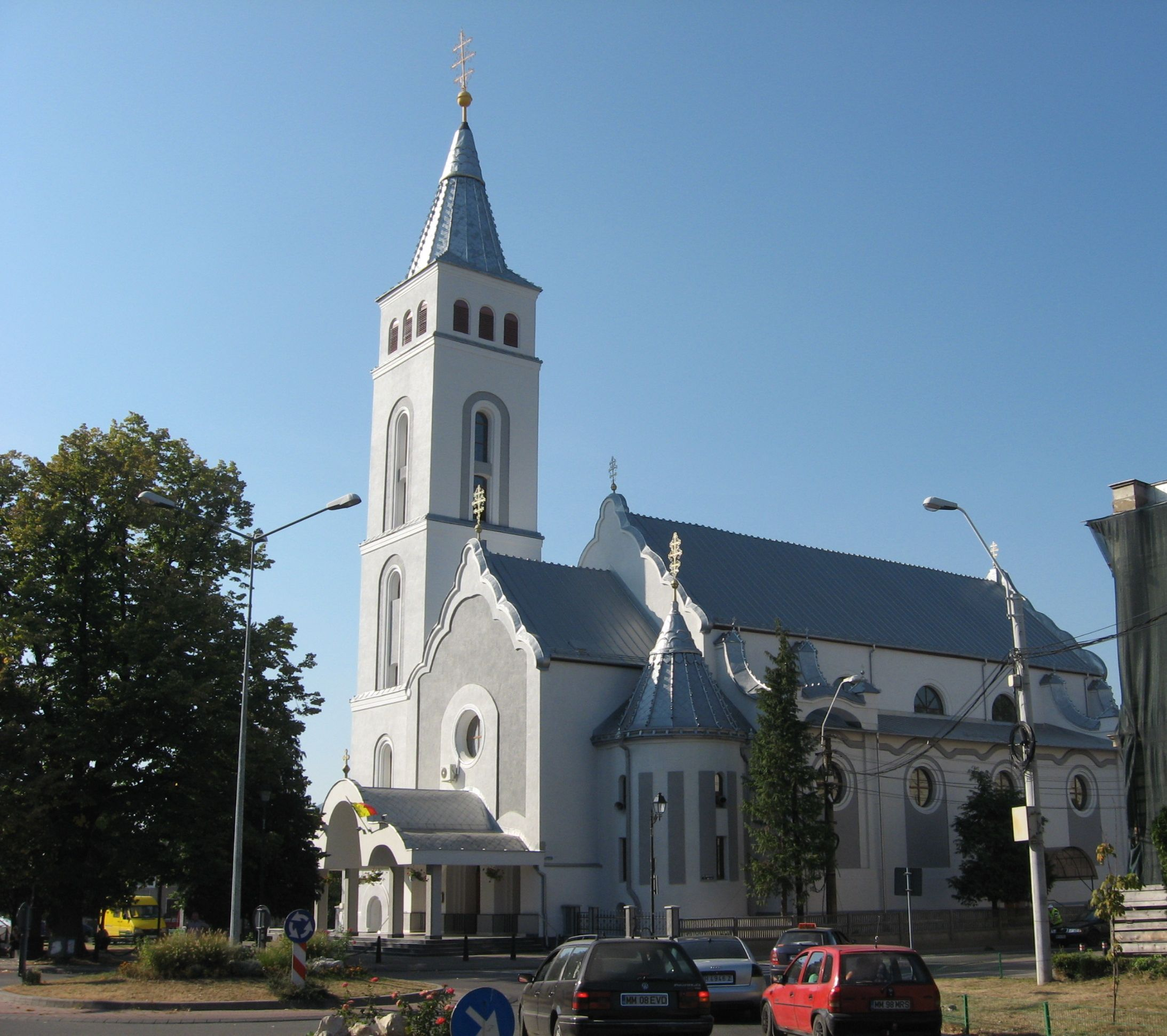
Mariä-Entschlafens-Kathedrale

Die Mariä-Entschlafens-Kathedrale (rum. Catedrala Adormirea Maicii Domnului) wurde in den Jahren 1905 bis 1911 als griechisch-katholische Pfarrkirche in Baia Mare erbaut. Die Kirche befindet sich in der strada Închisă nr. 11, im Zentrum der Stadt Baia Mare. 
Mit der Errichtung des Bistums Maramureș im Jahr 1930 wurde das Gebäude zur Kathedrale erhoben.
Im Jahr 1948 wurde die rumänisch-unierte Kirche vom kommunistischen Regime verboten. Bischof Alexandru Rusu wurde verhaftet und die Kathedrale in den Besitz der rumänisch-orthodoxen Kirche transferiert. 

## Rückgabeprozess
Im Jahr 2011 entschied das Gericht Maramureș die Rückgabe der Kathedrale an das Bistum Maramureș. Das Urteil wurde 2012 vom Appellationsgericht Klausenburg gekippt. 2013 entschied das Kassationsgericht Bukarest erneut zugunsten der orthodoxen Kirche.
Das Außenministerium der Vereinigten Staaten monierte im International Religious Freedom Report das Urteil des Klausenburger Appellationsgerichtes zugunsten der orthodoxen Kirche.